# Oboronia punctatus
Oboronia punctatus är en fjärilsart som beskrevs av Herman Dewitz 1879. Oboronia punctatus ingår i släktet Oboronia och familjen juvelvingar. Inga underarter finns listade i Catalogue of Life.